# Suore di Sant'Elisabetta del Terz'ordine di San Francesco (Bratislava)

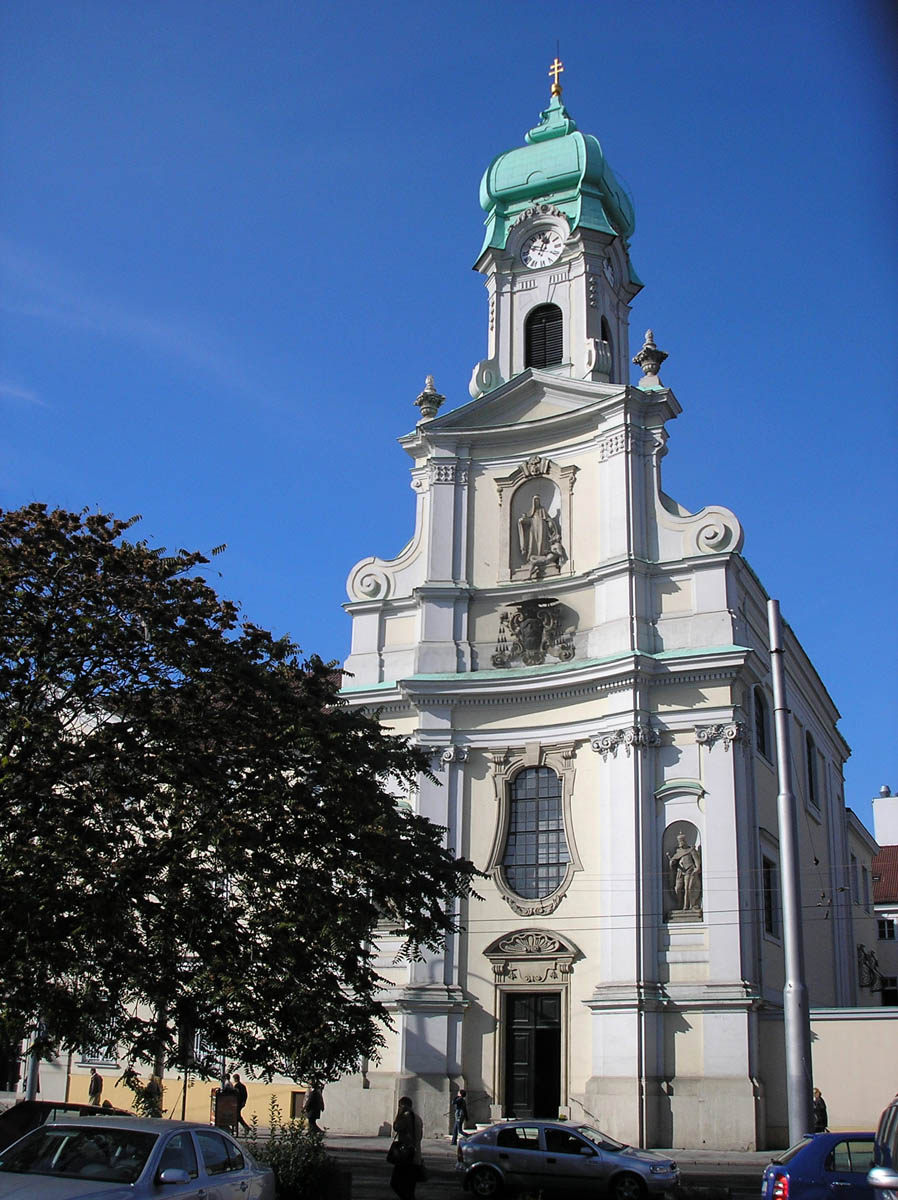
La chiesa di Sant'Elisabetta presso la casa-madre della congregazione a Bratislava

Le Suore di Sant'Elisabetta del Terz'Ordine di San Francesco, di Bratislava (sigla O.S.E.), sono un istituto religioso femminile di diritto pontificio.

## Storia
La congregazione deriva dalle elisabettine fondate nel 1622 ad Aquisgrana da Apollonia Rademacher.
Il monastero di Bratislava fu fondato nel 1738 da un gruppo di elisabettine provenienti dalla domus sui iuris di Vienna.
Il monastero, autonomo secondo la tradizione delle elisabettine, era confederato con altri monasteri cechi e slovacchi (Praga, Brno, Jablunkov, Kadaň). Il 30 dicembre 1929 la comunità fu aggregata all'ordine dei frati minori e i suoi statuti furono approvati dalla Santa Sede il 17 giugno 1931.
Con l'avvento al potere del regime comunista in Cecoslovacchia, tutte le corporazioni religiose furono soppresse; l'istituto si trasformò in congregazione religiosa di voti semplici.

## Attività e diffusione
Le elisabettine si dedicano alla cura dei malati.
La sede generalizia è a Bratislava.
Alla fine del 2015 l'istituto contava 16 religiose in 2 case.